# Booksprint

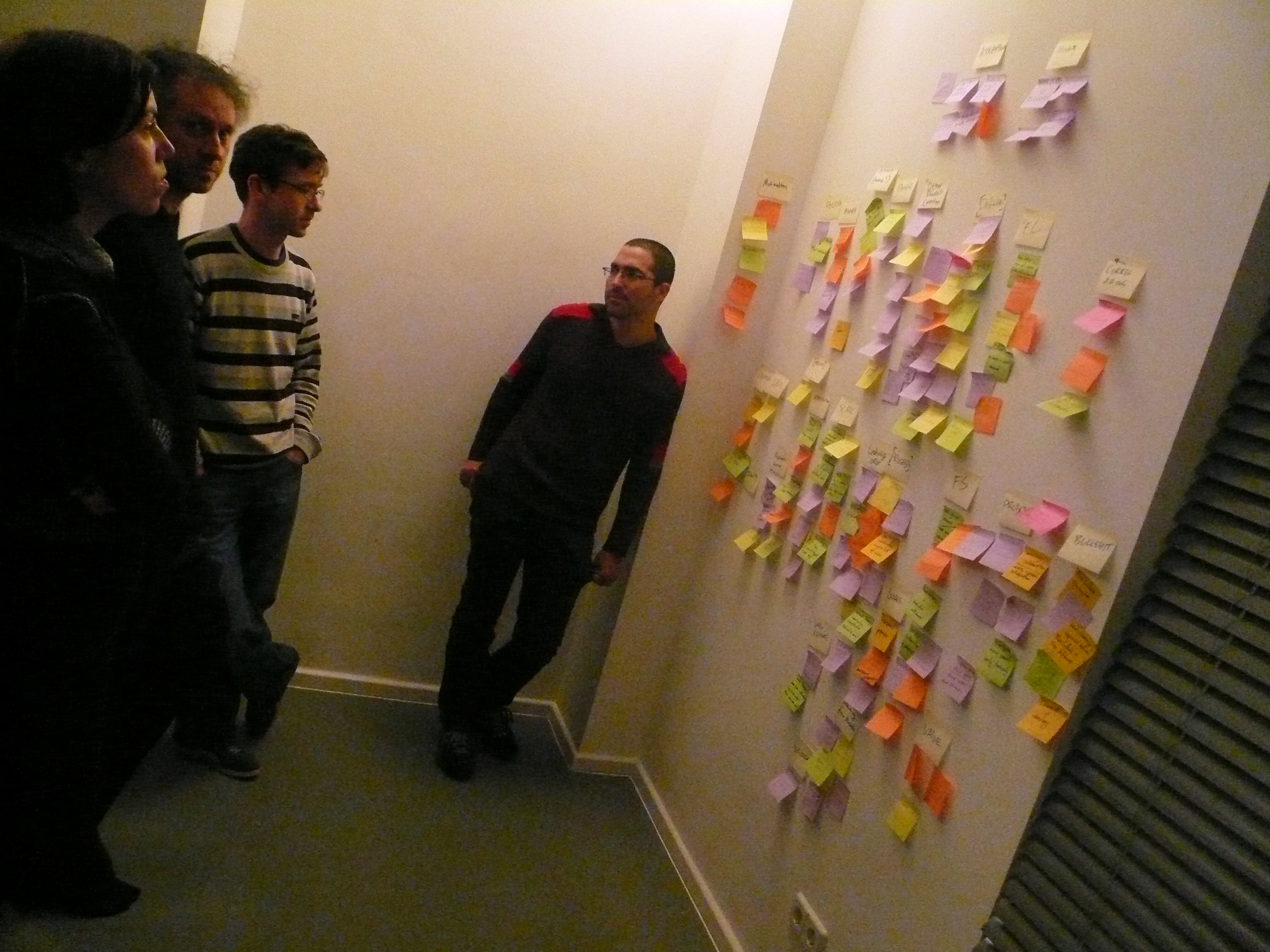
Équipe s'accordant sur la composition d'un manuel.

Un booksprint est une session de travail intensif organisée pour l'écriture complète d'un livre, par plusieurs auteurs, réunis ou à distance, souvent encadrés par un facilitateur non rédacteur.

## Origine
Le booksprint est inspiré du code sprint, ainsi apparentés aux pratiques d'Extreme programming et aux méthodes agiles visant à affiner les méthodes de travail en collaboration.
C'est Tomas Krag qui a forgé le concept de booksprint en inventant une méthode permettant de réduire le temps de production d'un livre à quelques mois. En 2005, alors qu'il voyait la nécessité de produire un livre sur les réseaux sans fil pour le monde en développement, il choisit de repenser le travail d'écriture des manuels de documentation et invente à cet effet une méthode de collaboration intensive. Il s'agissait alors de réduire la production d'un livre à un cycle de production de trois à quatre mois. Le livre alors publié selon cette méthode (Wireless Networking in the Developing World) fut bien produit en quelques mois et a été depuis traduit en six langues.

## Usage du booksprint par Floss Manuals
La méthode du booksprint a inspiré la création de la plateforme FLOSS Manuals à la suite d'une rencontre entre Tomas Krag et Adam Hyde, artiste multimédia impliqué dans le logiciel libre et intéressé à produire des documentations de qualité. Sur la base d'un quiproquo Adam Hyde comprend que le booksprint consiste à écrire un livre en une semaine. 
Adam Hyde travaille alors avec Tomas Krag vers l'affinement de cette méthode (qualifiée d'extreme booksprint, en référence à l'Extreme programming et à l'intensité extrême du concept. Après plusieurs tests et ajustements, Adam Hyde formalise une méthode de booksprint qui permet la production d'un manuel en une semaine. Parce qu'il s'agit d'abord principalement de livres de documentation de logiciels libres, ceux-ci sont produits et diffusés pour la plupart sur la plateforme FLOSS Manuals, mais d'autres types d'ouvrages sont aussi produits selon cette méthode.
FLOSS Manuals propose depuis 2006 une fondation et une plateforme wiki qui ont permis la production de plus d'une vingtaine de livres de documentation en cinq langues. La méthode est supportée par la Free Software Foundation et a également été présentée à Wikimania en 2007.

## Fonctionnement
Si les booksprints concentrent une petite équipe qui se rencontre physiquement, des contributeurs en ligne viennent aussi participer à la rédaction du manuel. Un ou une facilitatrice s'occupe de rassembler les participants et les amène à travailler ensemble pour rédiger le manuel en l'espace de cinq jours, en proposant des pistes de structuration et d'organisation du travail dans le temps imparti. La table des matières est créée collaborativement au début de la rencontre. Ils rédigent ensuite les différents chapitres du livre sur une plateforme wiki disponible en ligne. 
Les collaborateurs travaillent à partir de leur expérience d'utilisateur ou de formateurs, ainsi qu'à partir des manuels déjà existant dans d'autres langues, sous d'autres format et publiés sous licence libre. 

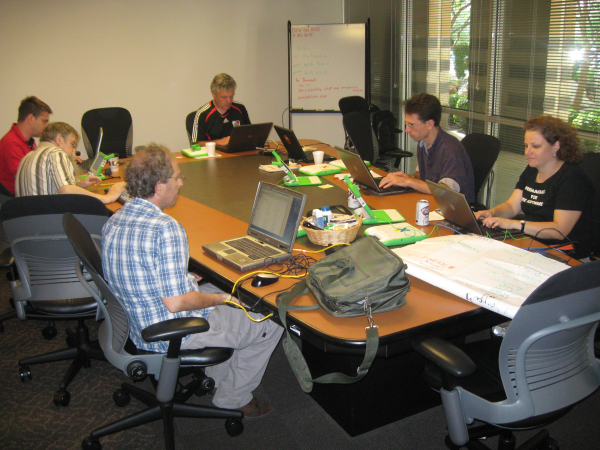
Collaborateurs au travail lors d'un booksprint.
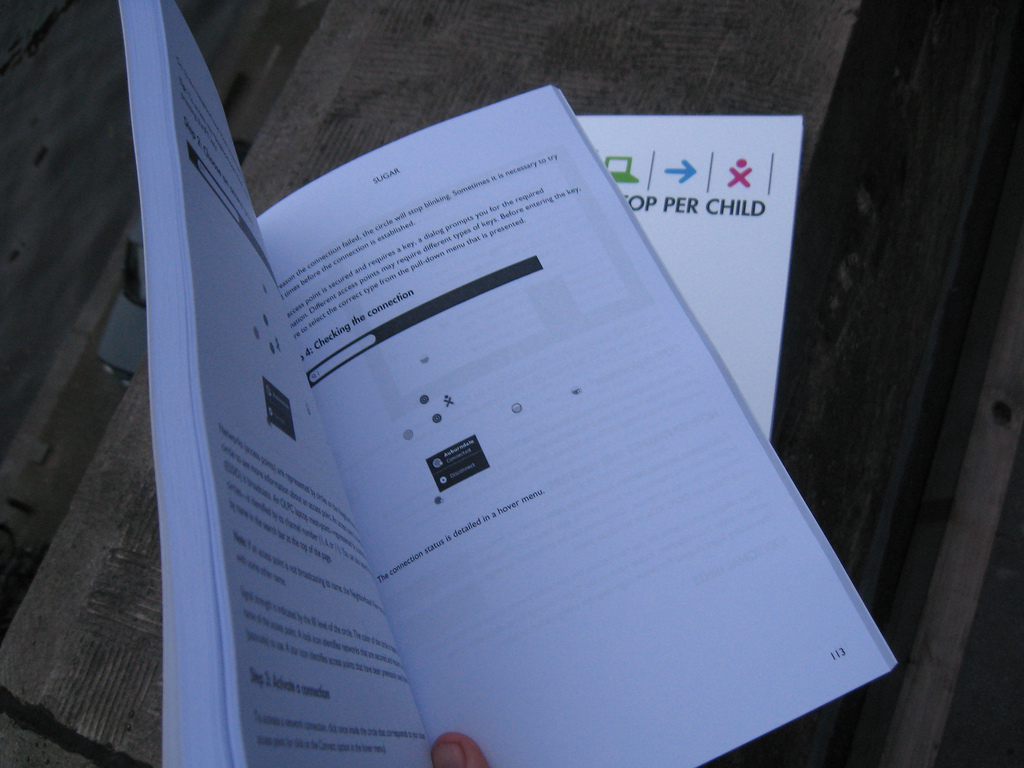
Manuel sur OLPC, produit à la suite d'un booksprint.